# گنجینه سلیمان
گنجینه سلیمان فیلمی به کارگردانی عزیزاله رفیعی و نویسندگی اسداله سلیمانی فر محصول سال ۱۳۴۵ است.

## خلاصه داستان
دختر فقیری که کارش ماشین‌پایی است، ناگهان درمی‌یابد که وارث ثروت کلانی شده‌است.

## بازیگران
- همایون
- سهیلا
- غلامحسین بهمنیار
- اکبر خواجوی
- جهانگیر فروهر
- فرنگیس فروهر
- رضوان
- اشرف کاشانی
- ابراهیم نادری